# Joseph Hart
Joseph Thomas Hart (Southend-on-Sea, 10 de junio de 1993) es un jugador de baloncesto británico que actualmente se encuentra sin equipo. Con 1,93 metros de altura puede jugar tanto en la posición de Escolta como en la de Alero. Es internacional absoluto con Gran Bretaña.

## Trayectoria
Hart jugó una temporada con los Lakehead Thunderwolves en la Canadian Interuniversity Sport, antes de retornar a Europa y fichar con el Servigroup Benidorm en la Liga EBA de España.
Su buena actuación en la cuarta división española le permitió dar el salto a la segunda división, siendo contratado por el Peñas Huesca en septiembre de 2014. Sin embargo sólo disputó 11 partidos antes de lesionarse en el mes de diciembre. A comienzos de febrero de 2015, finalmente, se anunció la desvinculación del jugador con el club aragonés.
Su última experiencia en el baloncesto español fue con el Sáenz Horeca Araberri en la LEB Plata. Esa temporada su equipo terminó como subcampeón.
En 2016 fue repatriado por los Newcastle Eagles, haciendo así su debut en la British Basketball League.

## Selección Británica
Es internacional absoluto desde 2015, cuando fue convocado por Joe Prunty para disputar varios partidos amistosos.
Disputó con las categorías inferiores de la selección británica el Campeonato Europeo Sub-16 División B de baloncesto de 2008 en Sarajevo, Bosnia y Herzegovina, el Campeonato Europeo Sub-16 División B de baloncesto de 2009 entre Sao Joao da Madeira, Oliveira de Azemeis y Santa Maria da Feira, Portugal, el Campeonato Europeo Sub-20 División B de baloncesto de 2012 en Sofia, Bulgaria, y el Campeonato Europeo Sub-20 División B de baloncesto de 2013, celebrado en Pitești, Rumanía.
En el Campeonato Europeo Sub-16 División B de baloncesto de 2008 donde Gran Bretaña finalizó en 11.ª posición, jugó 9 partidos con un promedio de 7,3 puntos (44 % en triples), 2,7 rebotes y 1,1 asistencias en 16 min de media.
Acabó con el 6.º mejor % de triples del Campeonato Europeo Sub-16 División B de baloncesto de 2008.
En el Campeonato Europeo Sub-16 División B de baloncesto de 2009 donde Gran Bretaña se colgó la medalla de bronce tras vencer por 73-59 en el partido por el tercer puesto a Estonia, jugó 6 partidos con un promedio de 15,2 puntos (48,4 % en triples y 80 % en tiros libres), 3,2 rebotes, 1,5 asistencias y 2,2 robos (1.º en robos de su selección) en 31,8 min de media.
Acabó como el 17.º máximo taponador (0,7 por partido), el 19.º en rebotes ofensivos (2,6 por partido), el 7.º en robos y tuvo el 11.º mejor % de tiros de 2 del Campeonato Europeo Sub-18 División B de baloncesto de 2011.
En el Campeonato Europeo Sub-20 División B de baloncesto de 2012 donde Gran Bretaña se colgó la medalla de plata tras perder por 83-71 en la final contra Polonia, jugó 8 partidos con un promedio de 5,4 puntos y 6,8 rebotes en 22,3 min de media.
Acabó como el 17.º máximo reboteador y el 3.º en rebotes ofensivos (4,5 por partido) del Campeonato Europeo Sub-20 División B de baloncesto de 2013.
En el Campeonato Europeo Sub-20 División B de baloncesto de 2013 donde Gran Bretaña finalizó en 11.ª posición, jugó 7 partidos con un promedio de 7,9 puntos (62,2 % en tiros de campo; 63,9 % en tiros de 2 y 90 % en tiros libres) y 4 rebotes en 15,9 min de media.